# Хочня
Хочня (пол. Chocznia) — село в Польщі, у гміні Вадовиці Вадовицького повіту Малопольського воєводства.
Населення — 5690 осіб (2011).

## Географія
Селом протікає річка Хоченка.

## Демографія
Демографічна структура станом на 31 березня 2011 року:
|          | Загалом | Допрацездатний вік | Працездатний вік | Постпрацездатний вік |
| -------- | ------- | ------------------ | ---------------- | -------------------- |
| Чоловіки | 2771    | 638                | 1889             | 244                  |
| Жінки    | 2919    | 625                | 1723             | 571                  |
| Разом    | 5690    | 1263               | 3612             | 815                  |